# Ataque de Chernígov en agosto de 2023
El ataque de Chernígov ocurrió el 19 de agosto de 2023, cuando las Fuerzas Armadas de Rusia lanzaron un misil balístico Iskander-M contra el teatro Taras Shevchenko en el centro de Chernígov, Ucrania. El teatro albergaba una exposición sobre el uso de drones de consumo en la invasión rusa de Ucrania, titulada "Lyuti Ptashky" (Angry Birds), que fue descrita por sus organizadores como "una reunión cerrada de ingenieros, militares y voluntarios". El gobernador de la óblast de Chernígov, Vyacheslav Chaus, anunció que siete personas habían muerto, incluida una niña de seis años. Otros 144 resultaron heridos, incluidos 15 niños y 15 policías, y 41 de ellos fueron graves y requirieron evacuaciones médicas a un hospital.

## Desarrollo
Más temprano ese mismo día, el presidente ruso, Vladímir Putin, se reunió con sus principales generales en Rostov del Don, mientras que el presidente de Ucrania, Volodímir Zelenski, estaba en Suecia para discutir la importación de Saab JAS 39 Gripens a su país. En un discurso, Zelenski calificó el ataque de "vil" y dijo que "estoy seguro de que nuestros soldados darán una respuesta a Rusia por este ataque terrorista", prometiendo una "respuesta notable" a Rusia en los próximos días.
Chernígov estuvo sitiada en las primeras etapas de la campaña de Ucrania central, hasta abril de 2022, pero estuvo relativamente pacífica después hasta el ataque con misiles. El alcalde Oleksandr Lomako anunció tres días de luto en la ciudad por las víctimas del ataque. El ataque se produjo durante la festividad ortodoxa de la Transfiguración del Señor, y algunos lugareños acudían a los servicios religiosos matutinos en Chernígov. La coordinadora humanitaria de la ONU para Ucrania, Denise Brown, condenó a Rusia por atacar a civiles: "Condeno este patrón repetido de ataques rusos contra áreas pobladas de Ucrania... Los ataques dirigidos contra civiles o bienes civiles están estrictamente prohibidos por el derecho internacional humanitario".